# Lucie Euler
Lucie Luise Euler (* 8. Juli 1877 in Frankfurt am Main; † 14. April 1956 in Berlin) war eine deutsche Schauspielerin.

## Leben
Die Tochter eines Hofdekorateurs spielte nach ihrer Ausbildung zur Schauspielerin an Theatern in Wiesbaden, London, St. Louis und Philadelphia. Schließlich wurde sie in Berlin heimisch, wo sie unter anderem am Hebbel-Theater und an der Komödie auftrat.
Ab 1930 wirkte sie als Nebendarstellerin bei deutschen Filmen mit, wobei sie wiederholt als Wirtin eingesetzt wurde, auch noch in dem Nachkriegsfilm Der fröhliche Weinberg (1952) nach dem Lustspiel von Carl Zuckmayer. Sie stand 1944 in der Gottbegnadeten-Liste des Reichsministeriums für Volksaufklärung und Propaganda.

## Filmografie
- 1930: Das alte Lied
- 1930: Rosenmontag
- 1930: Dolly macht Karriere
- 1931: Ich heirate meinen Mann
- 1931: Mary
- 1931: Sein Scheidungsgrund
- 1931: Der Sprung ins Nichts
- 1932: Lügen auf Rügen
- 1934: ...heute abend bei mir
- 1934: Der verlorene Sohn
- 1934: Herz ist Trumpf
- 1934: Ich heirate meine Frau
- 1935: Die selige Exzellenz
- 1935: Alles weg’n dem Hund
- 1935: Nacht der Verwandlung
- 1936: Arzt aus Leidenschaft
- 1936: Donner, Blitz und Sonnenschein
- 1936: Ein Lied klagt an
- 1937: Das schöne Fräulein Schragg
- 1937: Die Austernlilli
- 1938: Der Schein trügt
- 1938: Nanon
- 1938: Geheimzeichen LB 17
- 1939: Die kluge Schwiegermutter
- 1939: Die barmherzige Lüge
- 1939: Die Frau ohne Vergangenheit
- 1942: Hab mich lieb!
- 1952: Der fröhliche Weinberg